# Cerro de Somorrostro

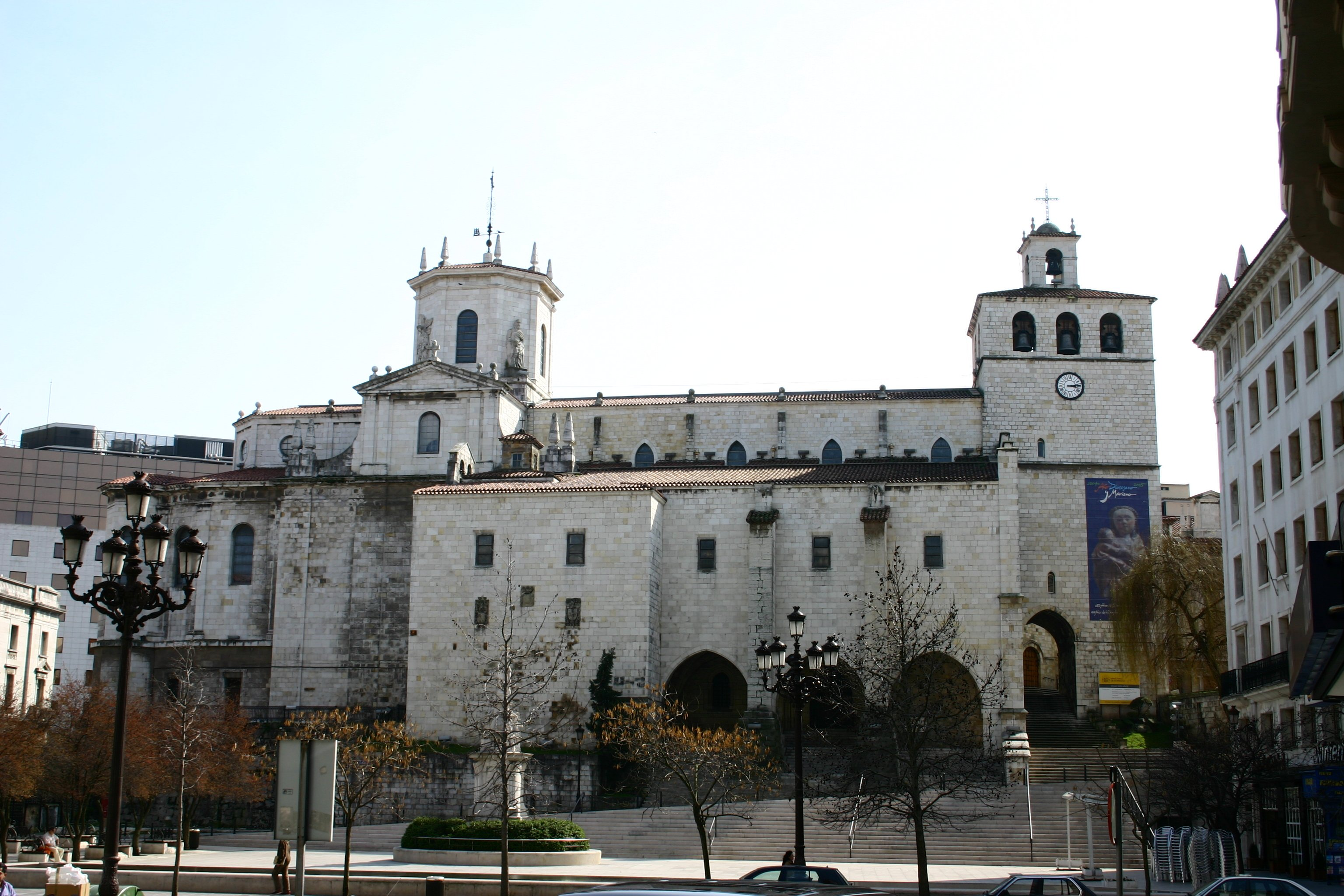
La Catedral se asienta sobre el Cerro de Somorrostro.

El cerro de Somorrostro o cerro de San Pedro es un pequeño promontorio localizado en la ciudad de Santander, en Cantabria, destacado por el importante papel que desarrolló en la historia de la ciudad.

## Historia
Sobre este cerro, limitado al sur por la bahía de Santander, y al norte por la antigua ría de Becedo, nació la ciudad de Santander. Esta zona elevada fue elegida para la construcción del castillo medieval, y la abadía de los Cuerpos Santos, monasterio que posteriormente se convertiría en la Catedral de Santander. La ciudad de Santander se desarrolló en torno a estos dos monumentos, y por lo tanto, al norte del cerro de Somorrostro.
Con el crecimiento de la ciudad, se construyó un puente que atravesaba la citada ría de Becedo, uniendo el cerro, con la antigua plaza Vieja, donde se localizaba el Ayuntamiento de Santander, constituyéndose así la calle del Puente, el eje principal del núcleo antiguo.
Después del incendio de 1941, el cerro perdió altura.

## Etimología
El término procede del latín, summum rostrum, 'promontorio mayor'. Popularmente, la etimología del término se asocia con que el castillo se localizaba en el rostro del cerro, o somo de San Pedro. De ahí procede la denominación del cerro.
En la actualidad, la calle que se desarrolla junto al cerro, recibe el nombre de calle de Somorrostro.
- Datos: Q5763354